# Territorialdienst

Territorialregionen Schweiz: grün 1, blau 2, pink 3, gelb 4

Der Territorialdienst (Abkürzung: Ter D) ist ein Dienstzweig der Schweizer Armee, der 1887 als Territorialwesen mit einem Dienstleistungs- und Kampfauftrag durch eine Verordnung des Bundesrates entstand.

## Aufgaben
Die zwei Hauptaufgaben Dienstleistungs- und Kampfauftrag blieben bis zum Ende des Zweiten Weltkrieges bestehen. Der Dienstleistungsauftrag umfasste die Versorgung der Frontarmee mittels Beschaffung und Bereitstellung des Nachschubes, Übernahme des Rückschubes und Nutzbarmachung der personellen und materiellen Hilfsgüter. Der Kampfauftrag bestand in der Raumverteidigung des rückwärtigen Raumes (Bekämpfung des mit Panzer, Luftlandetruppen usw. durchgebrochenen Feindes) und der Grenzabschnitte, welche durch die Feldarmee nicht gedeckt wurden.
Mit der veränderten Kriegstechnik nach 1945 kann der Krieg überall stattfinden. Dadurch beschränkte sich der Kampfauftrag für den Territorialdienst auf die Ortsverteidigung während der Dienstleistungsauftrag zur umfassenden Logistik wurde. Die Territorialen Aufgaben umfassen heute die Gewährleistung der zivil-militärischen Zusammenarbeit sowie die Tätigkeiten in den territorialdienstlichen Fachbereichen: Schutz von zivilen Objekten zur Sicherstellung existenzieller Bedürfnisse (Objekte SEB), militärisch bedingte Massnahmen auf dem Gebiet der Energiewirtschaft, militärischer Betreuungsdienst/Unterstützung im Flüchtlingswesen.

## Geschichte

### Bis zum Zweiten Weltkrieg
Die acht Territorialkreise von 1887 waren dem EMD unterstellt und vom Territorialkommandanten befehligt. Zur Erfüllung der Kampfaufgabe wurden jedem Kreis ein Kommandant mit 6–8 Landsturm-Bataillone zugeteilt. 1912 erhielt der Territorialdienst zusätzlich die Aufgabe, die Mobilmachung und den Aufmarsch der Armee vorzubereiten und zu sichern. Da die Territorialtruppen ihren Dienst in der Nähe ihres Wohnortes leisteten, konnten sie besonders schnell zum Einsatz gebracht werden. Die Territorialkreise wurden den Abschnittsgrenzen der acht Divisionen angepasst. Die zugeteilten Kampfbataillone wurden auf 10–13 erhöht und zusätzlich wurden die Grenzwachtkorps unterstellt. Bis zum Ende des Ersten Weltkrieges waren die Territorialkommandanten direkt dem EMD in Bern unterstellt. Dieser Eingriff des Bundes in die kantonale Souveränität wurde später wieder rückgängig gemacht.
1931 wurde der Territorialdienst dem EMD weggenommen und dem Armeekommando unterstellt. Mit der Truppenordnung von 1938 (TO 38) übernahmen die neu geschaffenen Grenzbrigaden die Aufgabe, die Landesgrenze und die Mobilmachung der Feldarmee zu sichern. Der Territorialdienst in den nun 13 Territorialkreisen beschränkte sich fortan auf die Ortsverteidigung. Eine Ausnahme bildete der Neutralitätsschutz (NSD), der von 1970 bis 1986 im Raum Basel den Territorialtruppen zugewiesen wurde.

### Zweiter Weltkrieg
Am 28. August 1939, drei Tage nach der britischen Bündniszusage an Polen, wurden die schweizerischen Grenztruppen, am 29. August die vier Basler Territorial-Bataillone aufgeboten. Die Leitung des Territorialdienstes hatte vor Beginn des Aktivdienstes keine Gelegenheit gehabt, sich einzuarbeiten. Sie musste dies nach der Generalmobilmachung im Herbst 1939 nachholen. Der Territorialdienst umfasste nun 36 Bataillone. Die Stadtkommandos in  Zürich, Bern und Basel wurden vom Territorialdienst unterstützt. Während die Stadt Zürich Teil der Limmatstellung war, lag die Stadt Basel vor dieser Abwehrfront und bildete einen vorgeschobenen Stützpunkt.
Bei Kriegsbeginn stand der Dienstleistungsauftrag zur Versorgung der Armee im Vordergrund und führte zur Unterstellung des Territorialdienstes unter die Armeegruppe Ic (Rückwärtiger Dienst). Das Kriegsbild der ersten Kriegswochen in Polen veranlasste die Armeeleitung im Oktober 1939 die Kampftruppen zu verstärken. Die Armeeleitung nahm dem Territorialdienst 26 Bataillone weg und teilte sie den Armeekorps zu.
Am 11. Mai 1940 löste der General die zweite Generalmobilmachung aus und erliess einen Tag später die erste Weisung zur Bildung freiwilliger Ortswehren. Der deutsche Einmarsch in Dänemark und Norwegen hatte gezeigt, dass die Fünfte Kolonne und Sabotageakte im Landesinnern fast so entscheidend waren, wie militärische Operationen. Der General erliess deshalb die Instruktion, die Territorialdienste durch Rekrutierung von Ortswehren und Betriebswachen auf kriegstaugliche Mannschaftsstärke zu ergänzen und organisatorisch zu verselbständigen. 
Mit dem Bezug des Reduit ab Juli 1940 verschob sich die Aufgabe des Territorialdienstes wieder vom Rückwärtigen Dienst vermehrt zur Ortsverteidigung und er wurde deshalb der Armeegruppe Front unterstellt. Als die Armee 1944 das Reduit teilweise wieder verliess, wurde der Dienstleistungsauftrag wieder wichtiger.

### Nachkriegszeit
Der Territorialdienst wurde neu in 16 Territorialkreise eingeteilt, analog den Rekrutierungskreisen der Divisionen und Gebirgsbrigaden, und der Abteilung für Nachrichten- und Territorialdienste im Armeestab unterstellt. 1947 wurde eine vierstufige Hierarchie geschaffen: (vier) Territorialzonen, -kreise, -regionen und lokale Territorialkommandanten. In Gebieten mit ortsfesten Kampftruppen (Grenz-, Reduit- und Festungsbrigaden) wurden die Territorialtruppen den jeweiligen Truppenkommandanten unterstellt. 
Die Truppenordnung 1961 (TO 61) stand unter dem Eindruck des Kalten Krieges. Die bisherigen vier Territorialzonen wurden in sechs Territorialbrigaden verwandelt und den Korpskommandanten unterstellt. 1967 wurden die Ortswehren aufgelöst und die Territorialkompanien reduziert und in Landsturmkompanien oder schwere Füsilierkompanien umgebildet. 
Das 1969 gesetzlich verankerte Gesamtverteidigungskonzept führte zur Neuorganisation des Territorialdienstes. Dessen Abschnittsgrenzen wurden den Kantonsgrenzen angepasst. 
Heute besteht der Territorialdienst aus vier Territorialregionen, denen Katastrophenhilfebataillone und Führungsunterstützungsbataillone unterstellt sind. Territoriale Verbindungsstäbe stellen die Kooperation zwischen zivilen kantonalen Führungsstäben und der militärischen Führung sicher.

### Organisation des Territorialdienstes (Ter) im Laufe der Zeit
- 1887 acht Ter Kreise (Verordnung Territorialdienst)
- 1912 acht Ter Kreise (MO 1907, Landsturm als Ter Truppe, Sicherung der Mobilmachung)
- 1914 Ter Grenzdeckung
- 1939 dreizehn Ter Zonen (TO 36/38)
- 1940 drei Ter Sektoren
- 1942 vier Ter Zonen
- 1944 sieben Ter Kommandos
- 1947 vier Ter Zonen, Ter Kreise, Ter Regionen, Ter Lokal (Gemeinden)
- 1962 sechs Ter Brigaden (Armee 61)
- 1969 vier Ter Zonen
- 1982 Aufstellung des Warnregiments 1 als Teil der (direkt unterstellten) Armeetruppen[3]
- 1995 vier Ter Divisionen (Armee 95)
- 2014 vier Ter Regionen (Armee XXI)
- 2018 vier Ter Divisionen (WEA)